# Rio Alajõgi
O rio Alajõgi é um rio da Estônia, com 29 km de extensão. O rio nasce em Kõnnu pikkjärv, próximo a vila de  Ongassaare.